# Срем у Народноослободилачкој борби
У краткотрајном Априлском рату 1941. године Војводину су окупирале немачке и мађарске фашистичке снаге: немачки 41. моторизовани корпус 12. армије, прикупљен у Темишвару прегазио је Банат; делови 4. и 5. пешадијског и 1. оклопног корпуса мађарске „Јужне војске“ окупирали су Бачку и Барању; немачки 46. моторизовани корпус 2. армије прешао је својим деловима и окупирао Срем. 
Одмах после окупације, окупатори су распарчали територију Војводине на три дела: Бачка и Барања су припале Хортијевој Мађарској; Банат је је стављен под управу домаћих Немаца (фолксдојчера) у склопу Аћимовићеве, а касније Недићеве квинслишке владе у Србији; Срем је окупиран од Независне Државе Хрватске. 
У периоду припрема за устанак, партијска органитацију Војводини под руководством ПК КПЈ, на чијем се челу тада налазио народни херој Жарко Зрењанин, упорно је следила политичку линију ЦК КПЈ и ген. секретара Тита и реализовала партијске одлуке мајског саветовања КПЈ у Загребу. Наставила је рад на учвршћењу и омасовљењу партије и СКОЈ-а и развијала делатност комуниста и скојеваца на јачању антифашистичког фронта свих народа и народнодти. Стварала је мрежу војних комитета и штабова, месних десетина, диверзантских и ударних група. Организовала је прикупљање оружја, опреме и санитетског материјала. А када је 4. јула 1941. године, на седници Политбироа ЦК КПЈ, донета одлука и упућен позив свим народима и народностима Југославије на оружану борбу против окупатора, партијска организација у Војводини је створила партизанске одреде и дала им задатак да почну са нападима на непријатељске посаде и колоне; да пале жито и кудељу; да руше и разарају друмске и железничке комуникације; да уништавају непријатељске транспорте и живу силу.
Та борба од устаничких дана у јулу 1941. године није се развијала равномерно. Најпре је почела и била најширих размера у Банату. Четрнаест партизанских одреда и неколико партизанских група, извели су у периоду јул-септембра 1941. године више од 90 различитих акција. Оштетили су неколико железничких композиција, порушили више мостова, посекли око 200 телефонско-телеграфских стубова, спалили више од 200 вагона кудеље и око 70 јутара жита; убили известан број непријатљских војника и запленили њихово оружје и опрему. 
У Бачкој су борбу против окупатора и квинслига повеле бројне месне десетине, ударне и диверзантске групе у којима је уочи устанка било неколико хиљада људи и жена, међу њима велики број омладинаца и омладинки. Најбројније и најмасовније десетине налазиле су се у Шајкашкој, а затим у градовима: Новом Саду, Сомбору, Старом Бечеју и другим. Неке од тих десетина се у току покретања и развоја устанка групишу у партизанске одреде: Новосадски, Кисачки, Петроварадински, Жабаљски, Чурушки, Ђурђевачки и Први шајкашки НОП одред. Сви ти одреди, групе и десетине извели су у периоду јул-децембар 1941. године више од 50 већих и мањих акција: паљење жита и кудеље у рејону Новог Сада, Чуруга, Жабља, Старог Бечеја, Суботице, Врбаса, Куле, Сомбора, Апатина, Бачке Паланке, сечење телеграфско-телефонских стубова и жица; саботаже и диверзије по фабрикама; ликвидације непријатељских војних и цивилних функционера.
Прве акције сремских партизана биле су ослобођење групе другова из затвора у Бешановачком Прњавору и бекству 32 политичка затвореника из затвора у Сремској Митровици. Већ почетком септембра 1941. године у Срему су образовани Фрушкогорски и Подунавски НОП одред, јачине око 70 добро наоружаних бораца. Сем тога и у месне десетине је у лето 1941. године било укључено преко 2500 људи и жена, међу њима велики број омладинаца и омладинки. Оба одреда су до краја године извела преко 30 различитих акција. Такође снажан отпор окупатору и домаћим издајницима пружили су земунски комунисти и скојевци, симпатизери и родољуби. Они су у више од 50 акција нанели велике људске и материјалне губитке губитке непријатељу. Тако су, поред осталог, спаљени један танкер и неколико шлепова; уништено је 20 вагона ускладиштене робе коже, оштећен је један авион и више стотина авионских инструмената за контролу лета; бачено је у ваздух складиште авионских бомби и муниције и низ других акција.
Тако су на иницијативу и под руководством ПК КПЈ у Војводини у устаничкој 1941. години створена 23 партизанска одреда са око 500 бораца, док је у месним десетинама и ударним и диверзантским групама било око 12.000 људи, жена, омладинаца и омладинки.
Ослободилачака борба народа и народности Војводине, нарочито у 1942. години, добила је велики замах у Срему, који од те године постаје снажно жариште борбе против окупатора и домаћих издајника у Војводини и Југославији. Тако је у једном извештају већ средином 1942. године немачки генерал и заповедник Србије Бедер обавестио војног заповедника југоистока да су "... главна жаришта у Југославији рејони Козаре и Просаре, планина Грмеч, северни део Херцеговине, панина Папук, Псуњ и Фрушка гора..."
Из малих партизанских одреда, створених првих устаничких дана 1941. године, у Срему су до лета 1942. године израсла три снажна одреда Фрушкогорски, Подунавски, Посавски и Босутска партизанска чета, укупно око 1.000 добро наоружаних бораца. Они су најпре нападали на мање групе непријатељских војника, да би се што брже снабдели оружјем, муницијом, и опремом, а затим су нападали и непријатељске посаде, колоне и транспорте, изводили диверзије на железничким, друмским и воденим комуникацијама, палили општинске архиве, жито и кудељу и својим многобројним и разноврсним акцијама за себе везали и до 20.000 непријатељских војника.
Из више од 40 места са подручја Фрушке горе, доњег Срема и Босутских шума протеране су или уништене окупаторско-квинслишке посаде и створена знатна ослобођена територија. У периоду жетве спаљено је преко 120 вагона жита на имањима НДХ, домаћих Немаца и издајника, уништено 80 вршилица и преко 100 косачица. У свим акцијама одреда, месних десетина, уништено је око 1.000 окупаторских и квинслишких војника, издајника и шпијуна. Заплењено је око 800 пушака, 20 пушкомитраљеза и митраљеза и друге опреме.
Политичко и војно руководство НОП-а у Срему стално је развијало борбене организације: одреде, месне десетине, водове, чете и батаљоне, посебно омладинске групе, а затим диверзантске групе, ударне десетине, групе за саботажне акције у предузећима, по градовима и друге. Упоредо с тим оно је све више организовало народ на прикупљање летине, прекопавању друмских и железничких комуникација и сл. Такво масовно борбено организовање народа, његова свакодневна разноврсна активност била је ванредно значајан чинилац општенародног отпора. Непријатељ није нигде био сигуран и његове снаге су биле готово на све стране развучене. Акције партизанских одреда, припадника месних ударних десетина и диверзантних група биле су оригиналне и вешто замишљене. Те борбе говоре о стваралачкој иницијативи и масовном отпору свих народа и народности Срема.
Ту је у лето 1941. године деловало око 300 чланова КПЈ и 600 чланова СКОЈ-а и бројне месне и среске организације НО одбора, АФЖ-а и УСАОЈ-а.

## Сремски фронт 1944—1945.
Сремски фронт је формиран почетком 1945. године, од стране немачке војске која се повлачила са Балкана и усташа које су им помагале. Југословенска армија водила је са окупатором и његовим помагачима тешке борбе на фронту, све до 12. априла 1945. године, када је Сремски фронт пробијен. Тада је Југословенска армија продрла на запад и ослободила тај део Југославије.

## Литераутура
- Жарко Атанцковић Друга војвођанска НОУ бригада, Београд 1978. година